# Batalha de Cremona (200 a.C.)
A Batalha de Cremona foi travada em 200 a.C. entre as forças da República Romana, liderados pelo propretor Lúcio Fúrio Purpúreo, e os gauleses da Gália Cisalpina, liderados por um cartaginês rebelde chamado Amílcar, resultando em vitória romana.

## História
No final da Segunda Guerra Púnica, as tribos da Gália Cisalpina se revoltaram contra a República Romana e saquearam a cidade de Placência. O propretor da região, Lúcio Fúrio Purpúreo, seguindo ordens do Senado Romano, manteve apenas 5 000 homens de seu exército e se aquartelou em Arímino. Com a chegada do exército consular de Caio Aurélio Cota, estes homens foram enviados para defender a Etrúria. No dia seguinte, o exército gaulês, com 35 000 homens e liderado por Amílcar, iniciou a batalha. Os gauleses tentaram sobrepujar o flanco direito do exército romano com velocidade e superioridade numérica. Sem sucesso, os gauleses não conseguiram também flanquear as alas romanas, pois Purpúreo estendeu seus flancos e preencheu o espaço com legionários. Contra-atacando de todos os lados, os homens de Purpúreo conseguiram vencer os flancos gauleses e romperam a linha central, provocando uma debandada geral, o que resultou na morte ou captura de mais de mais de 35 000 homens, incluindo o comandante gaulês, Amílcar. Além disto, foram capturadas 200 carroças, mais de 70 insígnias militares e libertados cerca de 2 000 prisioneiros romanos capturados em Placência.
Esta vitória valeu a Purpúreo um triunfo, apesar de Caio Aurélio Cota ter sido o cônsul oficial naquele ano.[carece de fontes?]